# Philibert Papillon
Pour les articles homonymes, voir Papillon (homonymie).
L’abbé Philibert Papillon, né le 1er mai 1666 à Dijon et mort le 23 février 1738 dans cette même ville, chanoine de la Chapelle-au-Riche (Dijon), est l'auteur d'une encyclopédie littéraire en deux volumes, la Bibliothèque des auteurs de Bourgogne (1742). 

## Biographie
Fils de Philippe Papillon, avocat au Parlement, Philibert Papillon se consacra à la critique littéraire, à l'histoire et à l'architecture. Il fit en 1722 un pèlerinage à Vézelay. Il adressa au père Lelong et à Pierre Nicolas Desmolets, pères de l'Oratoire, ainsi qu'à plusieurs autres savants plusieurs mémoires. Il s'est plaint des plagiats de Jean-Pierre Niceron à son égard. 
Son principal ouvrage est sa Bibliothèque des auteurs de Bourgogne, imprimée après sa mort par les soins de son ami, le chanoine Joly. L’introduction de cet ouvrage précise qu'« une scrupuleuse exactitude a présidé à ce monument élevé à la gloire littéraire de sa province. Les abbayes de Cîteaux, de la Ferté, de Cluny, lui fournirent ses matériaux les plus amples ; et son travail fut singulièrement facilité par les communications qu'il obtint de Bouhier et de l'abbé Lebeuf ».

## Publications
Philibert Papillon, Bibliothèque des auteurs de Bourgogne, vol. 1, Dijon, Marteret, 1742